# Vanderbijlpark
Vanderbijlpark (pronunciat: fʌndɪɹbeɪlpɑːɹk) és una ciutat industrial de Sud-àfrica, a prop de Johannesburg, a l'estat de Gauteng.
És la seu de l'empresa siderúrgica Vanderbijlpark Steel (anteriorment part d'ISCOR (Iron and Steel Corporation), actualment part de la multinacional ArcelorMittal). Juntament amb les ciutats veïnes de Vereeniging i Sasolburg formen el Triangle de Vaal, una gran regió industrial de Sud-àfrica.

## Història
El 1920, el doctor HJ van der Bijl, un jove enginyer elèctric sud-africà que treballava als Estats Units en aquell moment, va ser convocat de nou a Sud-àfrica pel llavors primer ministre Jan Smuts per assessorar el govern en la planificació del desenvolupament industrial de Sud-àfrica. Van der Bijl va supervisar la primera planta d'Iron and Steel Corporation a Pretòria, però amb l'augment de la demanda després de la Segona Guerra Mundial, es van comprar 100 km² per construir una gran siderúrgia i modelar la ciutat. Les acereries van començar a funcionar el 1947 i la ciutat es va instaurar el 1949. La ciutat va assolir l'estatus municipal el 29 d'octubre de 1952 quan el governador general Dr. EG Jansen va obrir la segona siderúrgia d'ISCOR. El fundador de la ciutat, Hendrik van der Bijl, tenia la seva antiga casa situada al carrer Grieg, a l'afluent del propi suburbi SW 5.